# Tehov (district de Prague-Est)
Pour les articles homonymes, voir Tehov.
Tehov (en allemand : Tehau) est une commune du district de Prague-Est, dans la région de Bohême-Centrale, en République tchèque. Sa population s'élevait à 1 028 habitants en 2020.

## Géographie
Tehov se trouve à 4 km au sud-est de Říčany et à 22 km au sud-est du centre de Prague.
La commune est limitée par Říčany au nord-ouest, par Tehovec au nord-est, par Svojetice à l'est, par Klokočná et Všestary au sud, et par Světice à l'ouest.

## Histoire
La première mention écrite de la localité date de 1309.

## Galerie

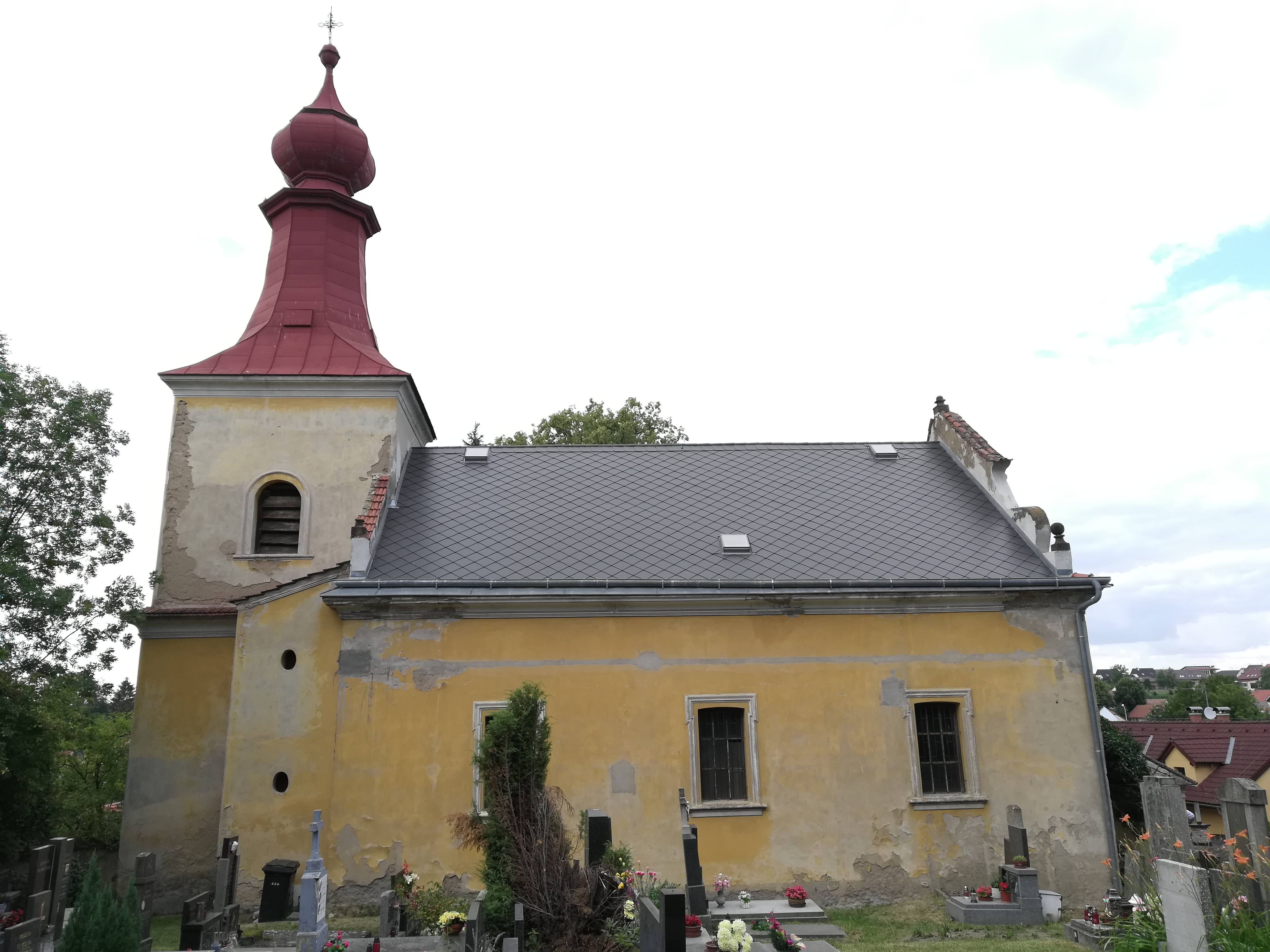
L'église de Saint Jean le Baptiste, datant du début du XVIIe siècle, avec le cimetière du village en premier plan.
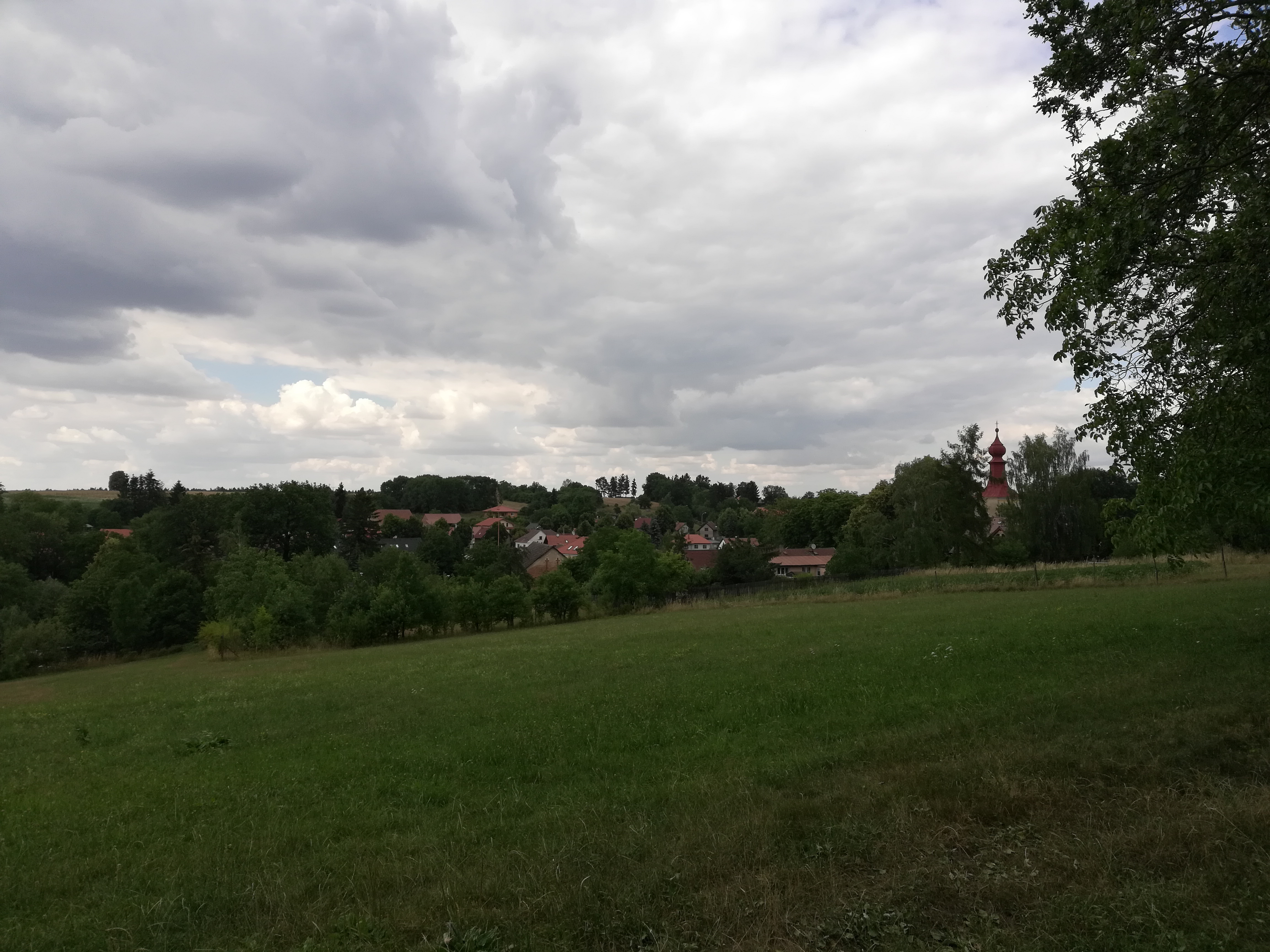
Vue de Tehov depuis une colline voisine. Le clocher de l'église de Saint Jean le Baptiste est visible à droite de la photo.
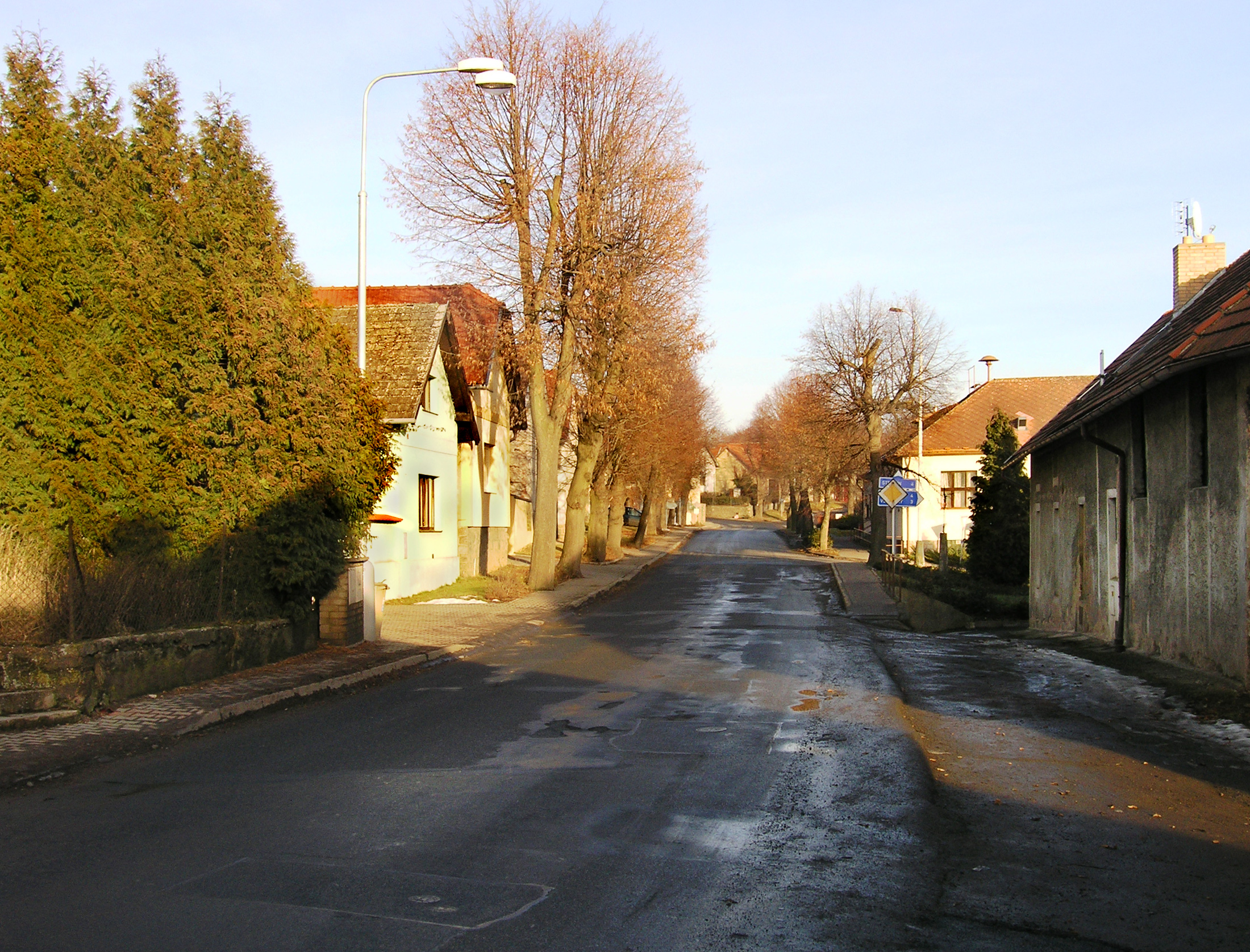
Rue principale du village.